# Tweestatenoplossing

Een afbeelding van de gekruiste vlaggen van Israël en Palestina met het woord 'vrede' in zowel Arabisch (Salaam السلام) als in het Hebreeuws (Shalom שלום)

De tweestatenoplossing is een voorgestelde manier om het Israëlisch-Palestijns conflict te beëindigen, door twee onafhankelijke staten op te richten op het grondgebied van het voormalige mandaatgebied Palestina. Aangezien de grootte van het totale gebied gelijk blijft, is de tweestatenoplossing een zero-sum game: ieder deel dat naar de ene partij gaat, gaat ten koste van de andere partij.
De eerste poging om tot een tweestatenoplossing te komen, was het VN-verdelingsplan van 29 november 1947, ook bekend als VN-resolutie 181. Bedoeld als oplossing voor dit gebied zodra het Brits mandaat afgelopen zou zijn. De Oslo-akkoorden van 1993-1995 waren een hernieuwde poging om het conflict op te lossen: Israël zou de veroverde en bezette Westelijke Jordaanoever weer in fasen overdragen aan de daartoe aangestelde Palestijnse Autoriteit. Beide pogingen hebben niet tot een positief resultaat geleid.
Een alternatief voor de tweestatenoplossing zou een federatie kunnen zijn, waarbij een overkoepelende regering het land zou besturen. Dit is echter nog geen oplossing voor de onderlinge verdeling van het grondgebied tussen de twee deelstaten. Een ingrijpender alternatief zou een eenstaatoplossing kunnen zijn, bijvoorbeeld een bi-nationale staat, waarbij beide partijen de beschikking hebben over het totale grondgebied.

## VN-verdelingsplan
Het VN-verdelingsplan, officieel "Plan of Partition with Economic Union", vertaald "Plan voor een verdeling met Economische Unie", werd op 29 november 1947 aangenomen door Algemene Vergadering van de Verenigde Naties. Op dat moment waren er al veel Joden naar Palestina geëmigreerd en waren zionistische plannen voor een zelfstandige Joodse staat al in een vergevorderd stadium. De inheemse Palestijns-Arabische bevolking was daarentegen slecht georganiseerd en stond onder sterke invloed van de Arabische landen, die onderling zeer verdeeld waren. Door de tegengestelde belangen van Joden en Arabieren had het plan bij voorbaat weinig steun en was tot mislukken gedoemd, temeer daar de VN geen macht had om het plan tegen de wil van de betrokken partijen in te voeren.

### Voorgeschiedenis
Tussen 1936 en 1939 vond een Arabisch-Palestijnse opstand plaats in het Mandaatgebied Palestina, geleid door het Arabisch Hoger Comité. Er was een algemene staking tegen het Britse bestuur en de massa-immigratie van Joden. De staking sloeg al snel om in een volksopstand, die door de Britten hardhandig werd neergeslagen. Ruim 5.000 Palestijnen, 400 Joden en 200 Britten kwamen hierbij om. Hierna legden de Britten beperkingen op aan de instroom van Joden in Palestina.
In 1937 adviseerde de Commissie-Peel, die door de Britten in het leven was geroepen ter beoordeling van de situatie in Palestina, om Palestina op te delen in twee delen. De Britse regering nam dit plan vanwege de Arabische tegenstand niet over. In 1939 nam het Britse Lagerhuis het MacDonald White Paper aan waarin de immigratie van Joden in Palestina beperkt werd en de Palestijnen zelfbestuur in het vooruitzicht werd gesteld. Vanwege de politieke ontwikkelingen in Europa ten aanzien van Joden en de Tweede Wereldoorlog werd de roep om een eigen Joodse staat luider. In Palestina kwam steeds meer verzet tegen de Britten.

### Voorbereiding door UNSCOP en Ad hoc Committee

VN-verdelingsplan (Resolutie 181)
Geel: Arabische staat (42,9%)
Oranje: Joodse staat (56,4%)
Wit: Internationaal statuut (0,7%)

Toen de Britten in 1947 het Brits Mandaat aan de Verenigde Naties wilden overdragen, stelde de Algemene Vergadering van de Verenigde Naties de "Bijzondere Commissie voor Palestina" in (United Nations Special Committee on Palestine, UNSCOP). Deze UNSCOP moest voor de VN de mogelijkheden voor een oplossing onderzoeken. De Jewish Agency en de meeste Joodse organisaties pleitten voor een democratische Joodse commonwealth in heel Palestina, met een onbeperkte Joodse immigratie. De Arabische staten wilden juist een democratische unitaire staat waarin de op dat moment nog bestaande Arabische meerderheid (twee derde) werd gegarandeerd.
Zowel een Arabische als een Joodse eenheidsstaat werd door UNSCOP verworpen. Uiteindelijk werd op 3 september een meerderheidsplan gepresenteerd om Palestina te verdelen in een Arabische en een Joodse staat. Na in het eindrapport eerst het tot in detail uitgewerkte verdelingsplan, inclusief de grenzen, te hebben beschreven, werd hierin als alternatief het minderheidsplan voor een unitaire staat gepresenteerd. Voorgesteld werd een federale staat, de "Federal State of Palestine", bestaande uit een Arabische en een Joodse staat, met één Palestijnse nationaliteit en met gelijke rechten voor Arabieren en Joden.
Van de 11 commissieleden stemden er 7 voor het verdelingsplan en 3 voor een federatie. Een bi-nationale staat vond men te ingewikkeld en kunstmatig en voor etnisch bepaalde kantons was de bevolking te veel gemengd. Nederland, dat lid was van de UNSCOP, stemde samen met Canada, Tsjechoslowakije, Guatemala, Peru, Zweden en Uruguay tegen een eenheidsstaat en vóór het verdelingsplan.
In het daarna benoemde Ad hoc Committee werd het minderheidsvoorstel van de Arabische landen voor een democratische unitaire staat uitgewerkt door de Sub-Committee 2. In het midden werd gelaten, of het wel of niet een federatie moest worden.
Als argument voor een eenheidsstaat, stelde Sub-Committee 2 onder andere, dat de Balfourverklaring, het Brits Mandaat en het Verdelingsplan in strijd waren met het Handvest van de Verenigde Naties en dat de VN niet de bevoegdheid had om een Joodse staat in Palestina te creëren. Het wilde, dat deze zaken werden voorgelegd aan het Internationaal Hof van Justitie (ICJ), dat speciaal was opgericht voor dit soort geschillen. De commissie had daar ook sterke juridische argumenten voor.

### Stemming in de VN
Op 24 november 1947 werd in de voltallige ad-hoc-commissie – dat was de gehele Algemene Vergadering van de VN – gestemd over de voorstellen van Sub-Committee 2. Deze weigerde, bij stemming met 1 stem verschil, de kwestie eerst door het ICJ te laten toetsen aan het Handvest. De volgende dagen vond er een zionistische lobby-campagne voor het VN-verdelingsplan plaats, waarna op 29 november de Algemene Vergadering besloot het Verdelingsplan op basis van een confederatie van twee staten goed te keuren. Op dat moment waren er 57 landen aangesloten bij de VN, meest westerse landen.

### Inhoud van het Plan

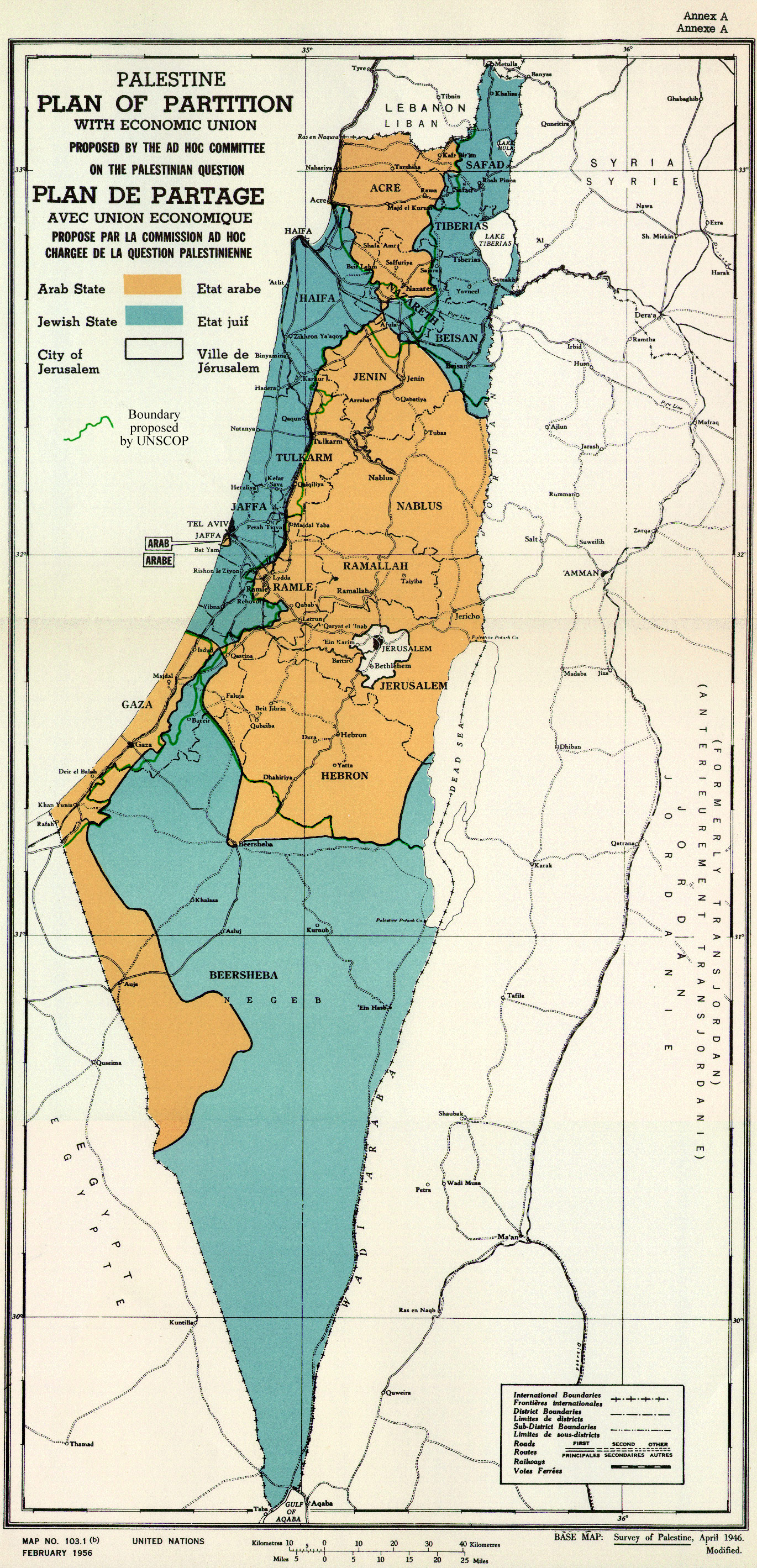
(gedetailleerd) Delingsplan voor Palestina, (1947)

De Joodse gemeenschap (die zich Yishuv noemde) zou volgens het verdelingsplan krijgen:
1. Oost-Galilea met Safed en Tiberias,
2. de vruchtbare kustvlakte van ten noorden van Haifa tot voorbij Tel Aviv in het zuiden en
3. het grootste deel van de Negevwoestijn.

De Arabische Palestijnen zouden volgens dit plan krijgen:
1. West-Galilea met, en ten noorden van, Acre en Nazareth,
2. Jaffa
3. de Westoever van de Jordaan tot Beersheba in het zuiden
4. de Gazastrook van Isdud tot Rafah en een aansluitende strook van de Negev langs de Egyptische grens tot 30 km voorbij El Auja.

Internationaal toezicht door de Verenigde Naties op de raakpunten ("kissing points") bij Afula en Isdud, op bruggen en onderdoorgangen van de bij elkaar behorende delen, zou ervoor zorgen dat elke staat een aaneengesloten gebied vormde.

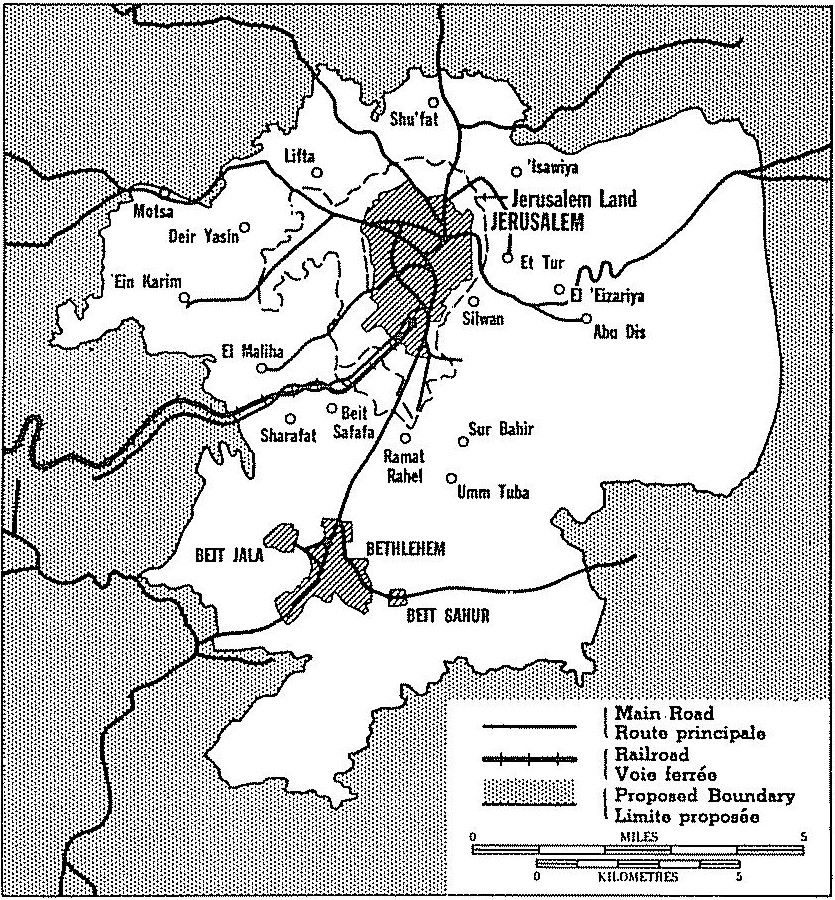
Jeruzalem als Corpus separatum

Jeruzalem zou tot geen van beide staten behoren, maar als aparte eenheid door de VN worden bestuurd, aangeduid als Corpus separatum (Lat. letterlijk: Afgescheiden lichaam).
Van de 1,6 miljoen inwoners was op dat moment 1 miljoen Arabisch en 600.000 Joods. Het land was grotendeels publiek bezit van het Britse mandaatsgezag, 16,5% was van Arabieren die elders in de Arabische wereld (onder andere Beiroet en Damascus) woonden en de lokale Arabische bevolking bezat 3,3%. Joden hadden 8,6% van het land in handen.
In het voor een Joodse staat bedoelde deel vormden Joden 55% van de bevolking (niet meegerekend de 90.000 nomadische bedoeïenen, die er een deel van het jaar verbleven).

## Deal of the Century

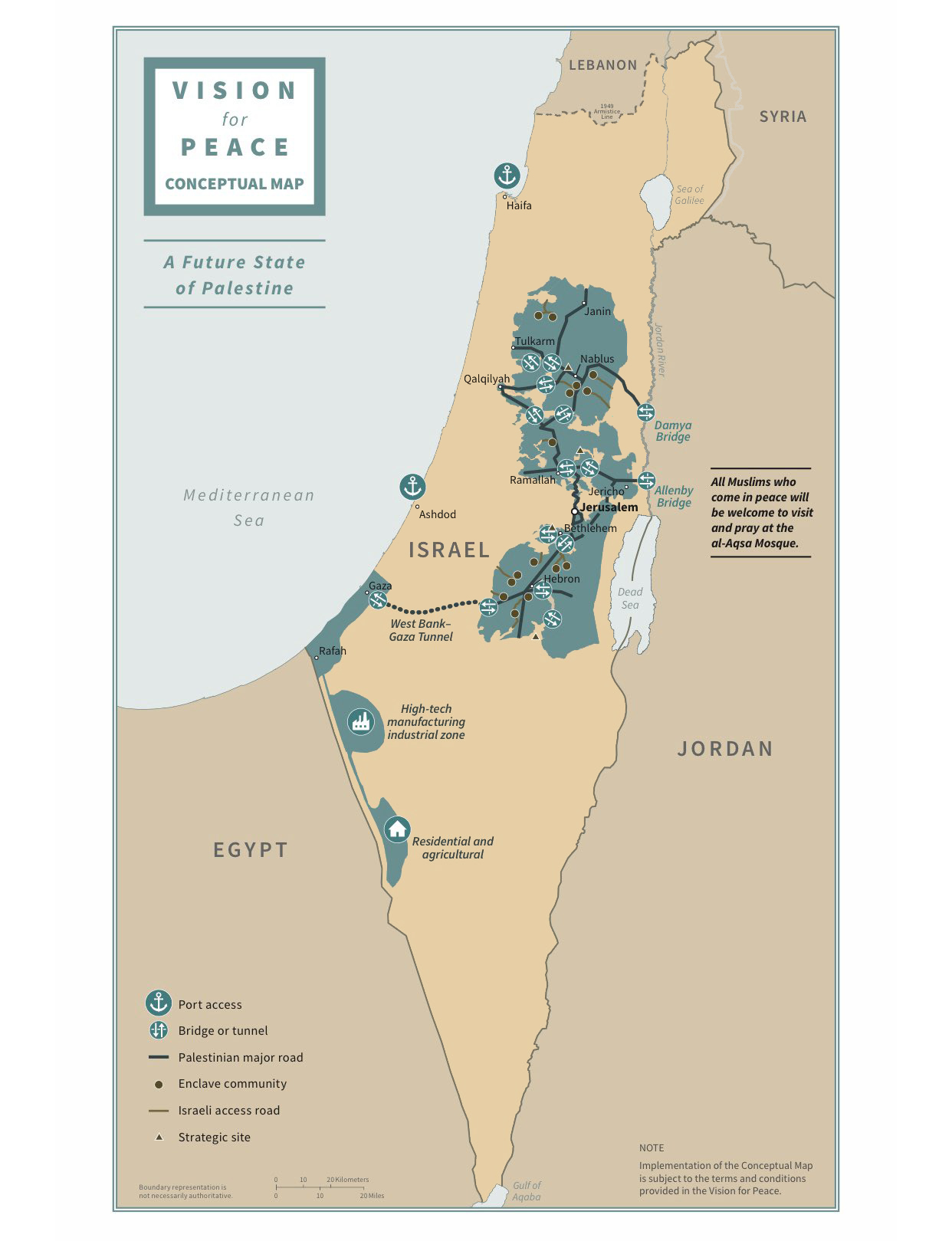

Op 28 januari 2020 nam premier Benjamin Netanyahu op het Witte Huis uit handen van president Donald Trump het politieke deel van diens zogenaamde 'vision for peace' ("Peace to Prosperity", beter bekend als de "Deal of the Century", het "Trump Peace Plan" of "Trump's Middle East peace plan") in ontvangst. Hierin wordt beschreven hoe de Amerikaanse regering-Trump (bij monde van de auteur ervan, zijn schoonzoon Jared Kushner) vindt dat het conflict tussen Israël en de Palestijnen moet worden opgelost. Het voorstel bevat onder meer een pleidooi voor annexatie van circa 30% van de Westoever door Israël. Omdat het plan veel punten van het verlanglijstje van Israël bevat, dankte Netanyahu Trump als "de beste president in het Witte Huis die we ooit hebben meegemaakt".